# لامبورگینی اونتادور
لامبورگینی اونتادور (به اسپانیایی: Lamborghini Aventador) (تلفظ اسپانیایی: [aβentaˈðoɾ]) یک خودروی اسپورت موتور وسط است که توسط شرکت ایتالیایی لامبورگینی تولید می‌شد. مطابق با سنت لامبورگینی، اونتادور از یک گاو نر جنگنده نامگذاری شده بود که در سال ۱۹۹۳ در ساراگوسا، آراگون جنگید. اونتادور جانشین مورسیه‌لاگو بود و در سانتاگاتا بولونیزه تولید شد.

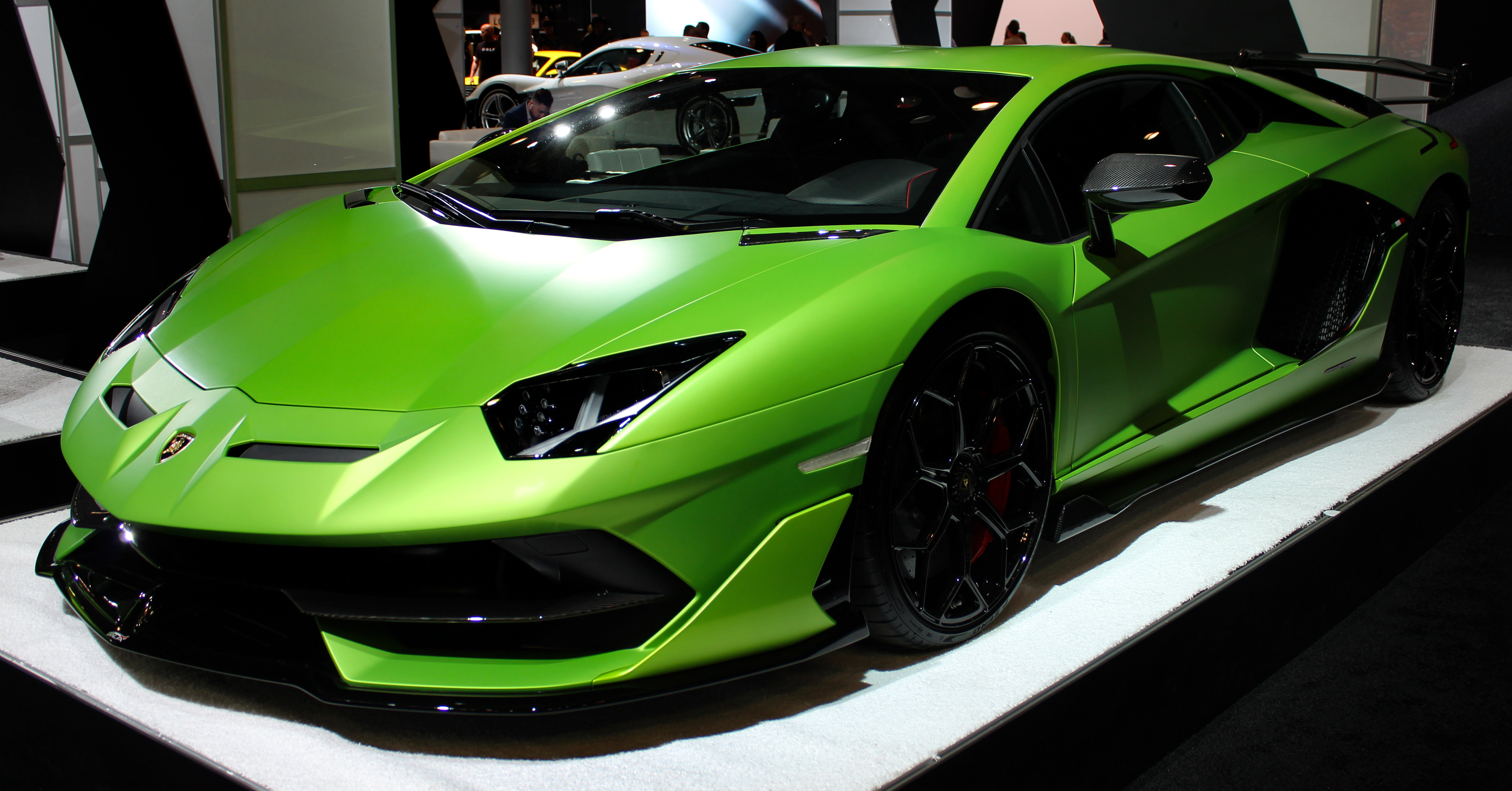
لامبورگینی اونتادور اس‌وی‌جی

## تاریخچه
این وسیله نقلیه با کد داخلی LB834 که در ۲۸ فوریه ۲۰۱۱ در نمایشگاه خودروی ژنو، پنج ماه پس از رونمایی اولیه آن در سانتاگاتا بولونیزه عرضه شد، برای جایگزینی مورسیه‌لاگو یک دهه قدیمی به‌عنوان مدل پرچمدار جدید طراحی شد.
بلافاصله پس از رونمایی اونتادور، لامبورگینی اعلام کرد که ۱۲ خودرو فروخته است که تحویل آن از نیمه دوم سال ۲۰۱۱ آغاز می‌شود. تا مارس ۲۰۱۶، لامبورگینی ۵٬۰۰۰ اونتادور ساخته بود. در آن زمان، این دومین مدل پرفروش لامبورگینی بود. در سال ۲۰۱۶ با اونتادور اس جدید جایگزین شد.
جدیدترین مدل اونتادور، اس‌وی‌جی است که سبک‌تر از نمونه قبلی است و موتوری با ظرفیت تولید ۷۶۰ اسب بخار دارد که در ۲۶ ژوئیه ۲۰۱۸ با زمان ۶:۴۴:۹۷ سریع‌ترین دور پیست نوربورگ‌رینگ را به نام خود ثبت کرد. همچنین مدل‌های وننو، سنتناریو و سیان نیز دارای موتور اونتادور هستند.

## طراحی
«فیلیپو پرینی» از مرکز استایل لامبورگینی زیر نظر طراح ارشد شرکت «مانفرد فیتزگرالد» خالق این خودروی سوپر اسپرت است.
دماغه خودرو متشکل از خطوط شکسته و تیز که در ادامه با پروفیل بسیار کوتاه سقف و دیفیوزر غول پیکر عقب تکمیل می‌شود. اونتادور با طولی برابر با ۴۷۸۰ میلی‌متر و پهنای بسیار زیاد ۲۲۶۰ میلی‌متر (شامل آیینه‌ها) در کنار ارتفاع ۱۱۳۶ میلی‌متر، بسیار بیش از آنچه واقعاً هست عریض به نظر می‌رسد که جدا از نسبت ارتفاع به پهنای کم، نباید از تأثیر ورودی‌های هوای بزرگ جلو نیز غافل شد.

### پیشرانه
اولین، خودروی تولید شده توسط فروچیو لامبورگینی در سال ۱۹۶۴ (یعنی GT350) مجهز به یک پیشرانه ۳٬۵ لیتری ۱۲ سیلندر است که احتمالاً آخرین ۱۲ سیلندر لامبورگینی به خاطر مسائل زیست‌محیطی خواهد بود. که توانایی تولید حداکثر قدرتی برابر با ۳۲۰ اسب بخار را داشت تا در زمان خود یکی از پیشرفته‌ترین تکنولوژی پیشرانه را از آن خود کرده باشد. این پیشرانه در چندین دهه مورد بهینه‌سازی و ارتقا قرار گرفت تا در مدل‌های میورا، کانتاش، اسپادا، دیابلو و در نهایت مورسیه‌لاگو مورد استفاده قرار گیرد اما مهندسان بخش تحقیق و توسعه (R&D) لامبورگینی برای ادامه دادن این رویه پیشرانه ۱۲ سیلندر کاملاً جدیدی را ساخته‌اند که نه تنها به واسطه تعداد سیلندرهای آن بلکه به خاطر تولید بیشترین نیروی ممکن در تمام دورهای موتور و بواسطه تنفس طبیعی بودنش یکی از خاص‌ترین نمونه‌های موجود در این صنعت به حساب می‌آید.
نتیجه کار تیم R&D تولید پیشرانه ۱۲ سیلندر خورجینی جدید با زاویه رایج ۶۰درجه بین سیلندرها گردید که با اندازه ۶۶٬۵ سانتی‌متری خود از بخش فوقانی تا پایین (به همراه عرض ۸۴۸ و طول ۷۸۴ میلی‌متر) به‌طور حتم از جمع‌وجورترین نمونه‌های ۱۲سیلندر به حساب می‌آید. این پیشرانه وزنی در حدود ۲۳۵ کیلوگرم دارد. پیشرانه به کار رفته در اونتادور (با کد L539) با حجم دقیقی معادل ۶٬۴۹۸ سی‌سی توانایی تولید حداکثر قدرت ۷۰۰ اسب بخار در ۸٬۲۵۰ دور در دقیقه و گشتاور عظیم ۶۹۰ نیوتن متر را از دور ۵٬۵۰۰ دارد. با وجود چنین توانایی‌هایی میزان انتشار گازهای آلاینده و همچنین مصرف سوخت تا ۲۰ درصد کمتر از مدل مشابه قبلی شده است. مهندسان لامبورگینی برای استفاده بهینه از اونتادور، یک جعبه دنده فوق پیشرفته هفت سرعته ISR را برای این خودرو در نظر گرفته‌اند که فاصله تعویض دنده‌ای برابر با ۵۰ میلی‌ثانیه دارد که در مقام مقایسه با جعبه دنده دوکلاچه آئودی آر۸ در حدود دو برابر سریع‌تر است.

### شاسی
برای آنکه نیروی تولید شده توسط پیشرانه به راحتی به وسیله جعبه دنده هفت‌سرعته اتوماتیک به چرخ‌ها منتقل شود، اونتادور از یک سیستم چهارچرخ متحرک (AWD) بهینه‌سازی شده بهره می‌گیرد. این سیستم که به نام Haldex IV شناخته می‌شود، به صورت هوشمندانه و بسته به شرایط مسیر و حالت حرکت خودرو، نیروی تولیدی را بین چرخ‌های جلو و عقب تقسیم می‌کند. سیستم دیفرانسیل خود قفل‌شونده عقب به همراه دیفرانسیل جلو به صورت الکترونیکی توسط سیستم پایداری خودرو (ESP) کنترل می‌شود تا بهترین دینامیک و فرمان پذیری برای خودرو به دست آید. البته راننده می‌تواند از بین سه حالت ممکن شامل Strada (یا جاده)، Sport و Corsa (یا پیست) یکی را انتخاب کند که وابسته به آن پیشرانه، جعبه دنده، دیفرانسیل، فرمان و کنترل‌کننده‌های دینامیکی خودرو تغییر می‌کند. سیستم تعلیق جناغی دوبل آلومینیومی اونتادور نیز در نوع خود یکی از کم نظیرترین‌ها محسوب می‌شود. لول فنرها و کمک فنرها به صورت کامل از تکنولوژی خودروهای فرمول وان اقتباس شده‌اند که در عین حال برای رانندگی شهری مورد بهینه‌سازی قرار گرفته‌اند.
برای متوقف کردن طبیعتاً به دیسک ترمزهایی با قطر زیاد احتیاج است. اونتادور به صورت استاندارد مجهز به دیسک‌های کربن/سرامیکی بسیار سبک شده که در جلو دارای قطری برابر با ۴۰۰ میلی‌متر و در عقب ۳۸۰ میلی‌متر هستند تا در ترکیب با کالیپرهای شش پیستونه جلو و چهار پیستونه عقب، در هر شرایطی خودرو را در کمترین مسافت ممکن متوقف کنند همچنین رینگ‌های آلیاژی ۱۹ اینچی که در محور جلو با تایرهای ۲۵۵ میلی‌متری و رینگ‌های ۲۰ اینچی محور عقب که با تایرهای ۳۳۵ میلی‌متری پیرلی از نوع Pzero روکش شده‌اند، بیشترین چسبندگی را فراهم می‌کنند.

## مشخصات فنی
| نوع موتور              | ۱۲ سیلندر ۴۸ سوپاپ            |
| حجم موتور              | ۶۴۹۸ سی سی                    |
| حداکثر قدرت            | ۷۰۰ اسب بخار در 8250rpm       |
| حداکثر گشتاور          | ۶۹۰ نیوتن متر در 5500rpm      |
| سیستم خنک کاری         | آب و روغن                     |
| حجم مخزن روغن موتور    | ۱۳ لیتر                       |
| حجم مخزن مایع خنک کاری | ۲۵ لیتر                       |
| استاندارد آلایندگی     | Euro 5                        |
| حجم باک                | ۹۰ لیتر                       |
| مصرف شهری              | ۲۴٫۷ لیتر                     |
| مصرف جاده ای           | ۱۰٫۷ لیتر                     |
| مصرف ترکیبی            | ۱۶ لیتر                       |
| شتاب ۰ تا ۱۰۰          | ۲٫۹ ثانیه                     |
| حداکثر سرعت            | ۳۵۰ کیلومتر                   |
| نوع گیربکس             | ۷ دنده اتوماتیک ISR           |
| محور محرک              | 4WD                           |
| سیستم ترمز             | ABS+ESP                       |
| ترمز جلو               | دارای ۶ سیلندر ترمز           |
| ترمز عقب               | دارای ۴ سیلندر ترمز           |
| سایز چرخ جلو           | ۱۹ اینچ                       |
| سایز چرخ عقب           | ۲۰ اینچ                       |
| کیسه هوا               | راننده + سرنشین+جانبی+ زانویی |
| طول                    | 4780mm                        |
| عرض                    | 2265mm                        |
| ارتفاع                 | 1136mm                        |

## تجهیزات
صندلی‌های دستی با قابلیت تنظیم الکتریکی قسمت بالایی و کمر؛ ترمزهای ABS با توزیع الکترونیکی نیروی ترمز (EBD)؛ سیستم کنترل کشش (ASR)؛ سیستم کنترل پایداری (ESC)؛ سیستم کمکی عبور از سراشیبی‌ها؛ کنترل الکتریکی اسپویلر عقب؛ فرمان سروترونیک حساس به سرعت؛ استارت دکمه‌ای؛ نمایشگر هفت اینچی TFT؛ کامپیوتر سفر؛ سیستم چندرسانه‌ای با درگاه USB و اتصال iPod؛ سیستم راهیاب ماهواره‌ای با ارتباط بلوتوث؛ لامپ‌های بای‌زنون (BiZenon) به همراه چراغ‌های LED مخصوص روز؛ سیستم تهویه مطبوع اتوماتیک؛ ایربگ دو مرحله‌ای راننده؛ ایربگ سرنشین و ایربگ‌های جانبی؛ کمربندهای پیش کشنده و محدودکننده بار وارده؛ فرمان چند منظوره و جمع شونده به پایین؛ ترمز دستی الکتریکی؛ ایموبیلایزر؛ قفل اتوماتیک؛ سیستم مشاهده میزان باد تایرها و …

## نگارخانه

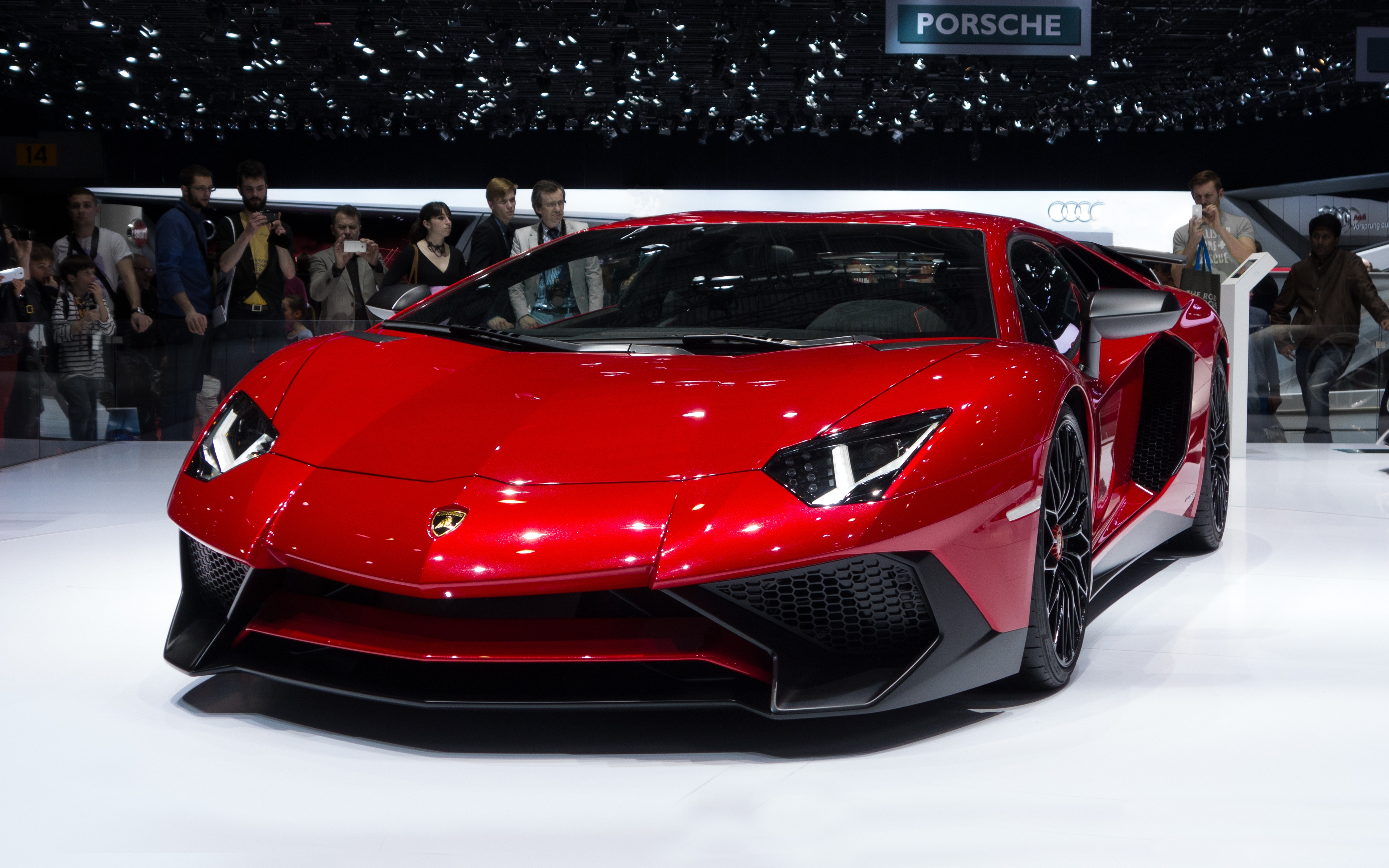
مدل سوپر ویلوچی (SV) به فارسی: خیلی سریع
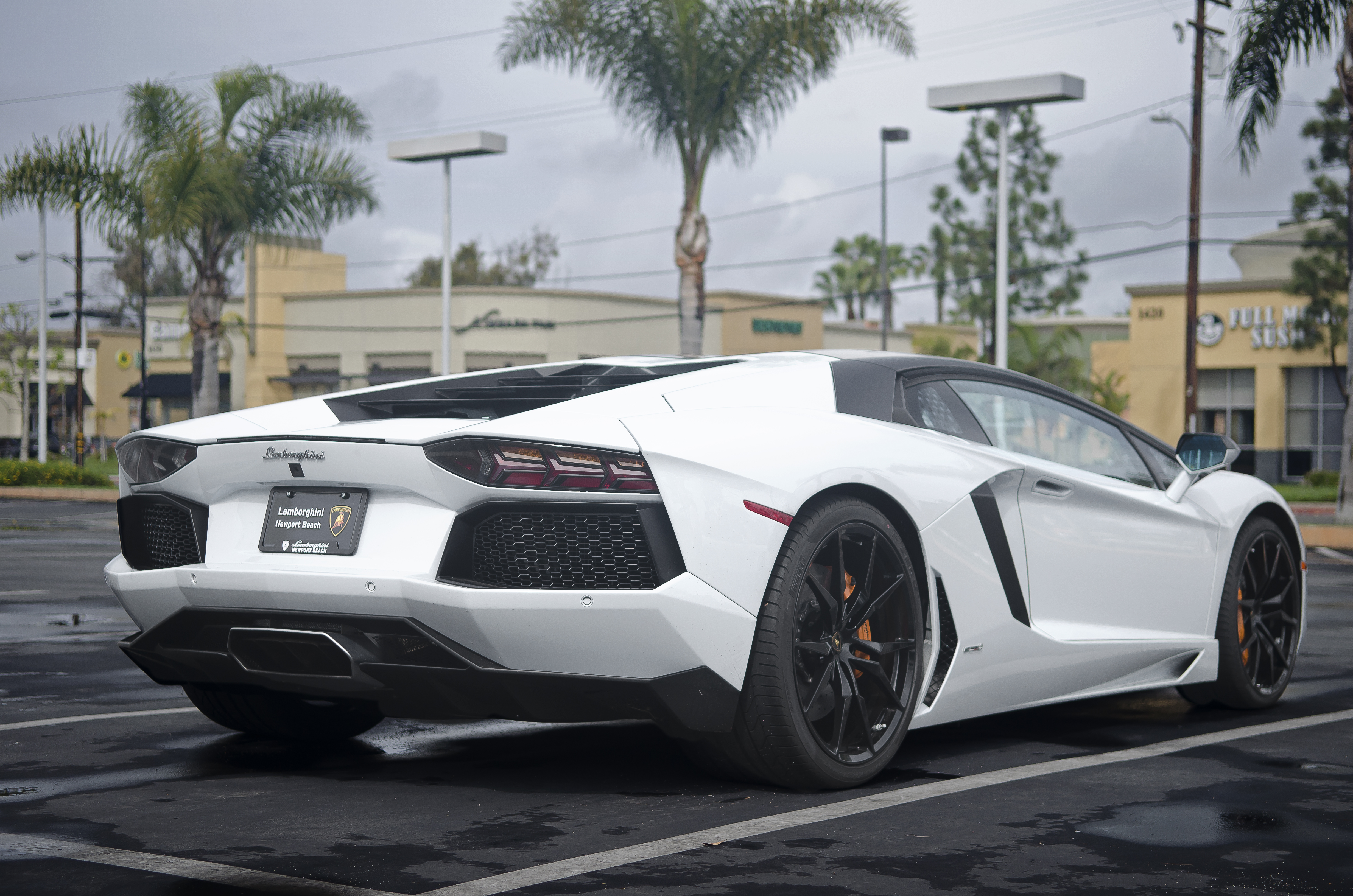
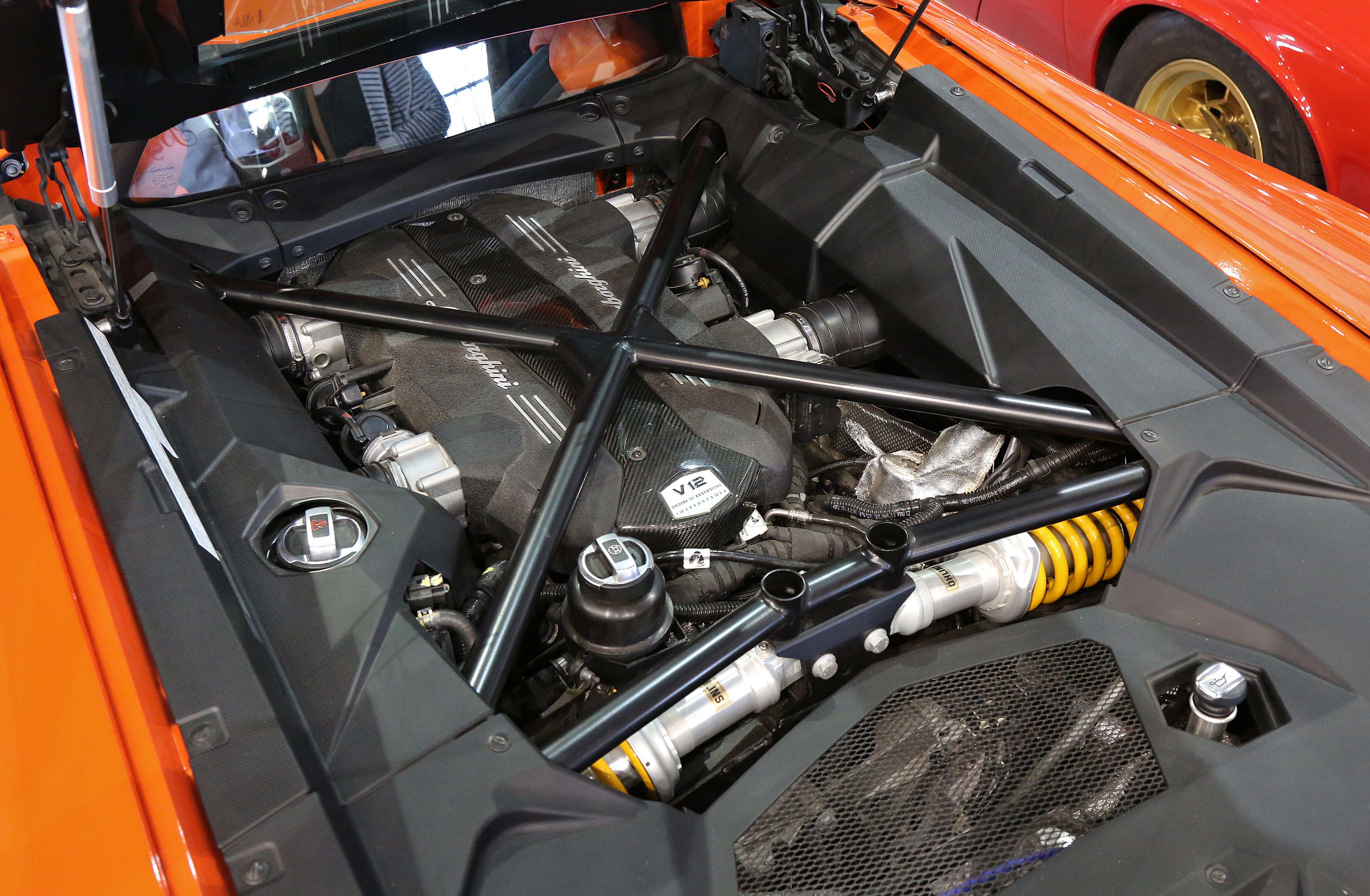
پیشرانه ۱۲ سیلندر اونتادور
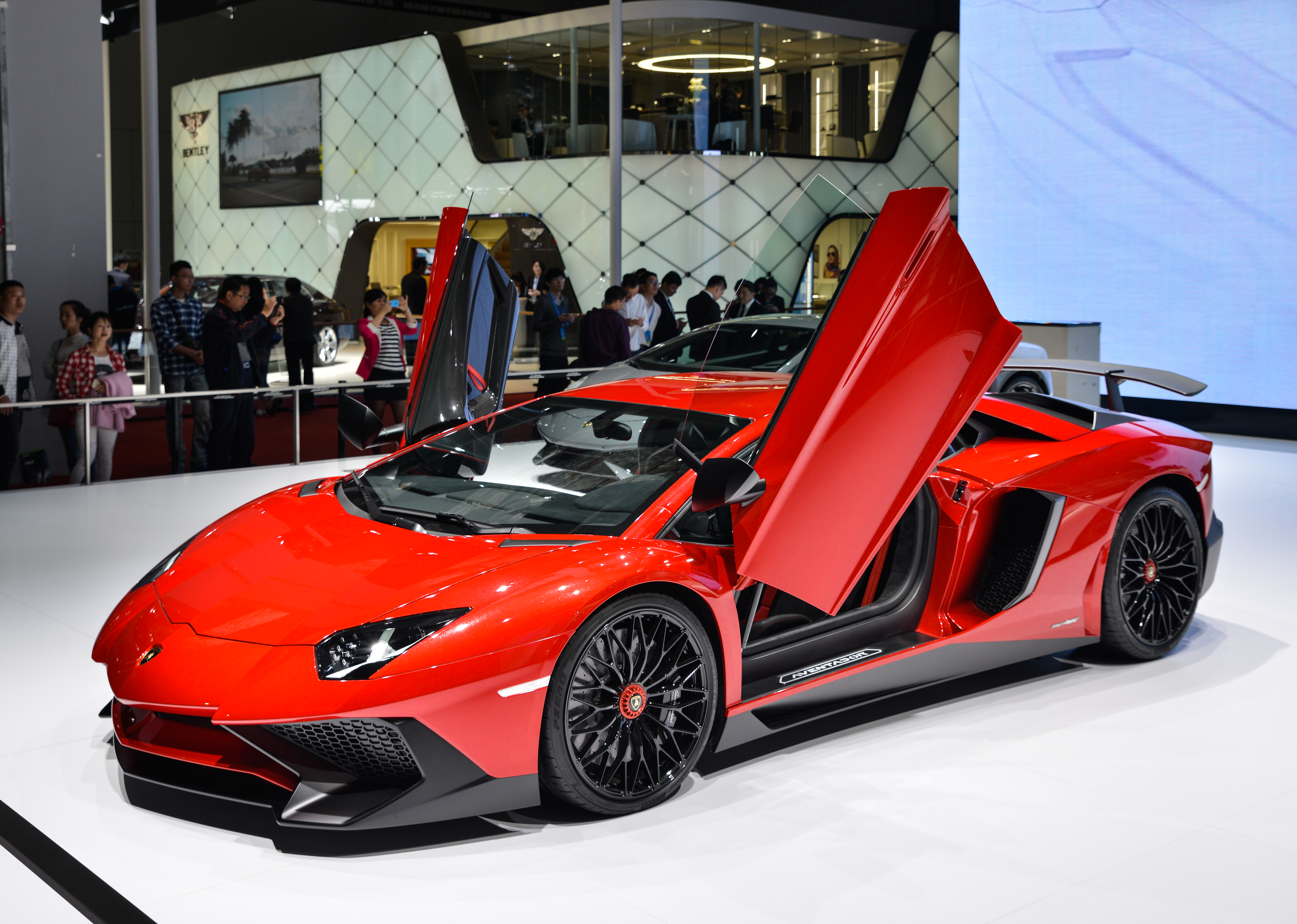